# Павел Табаков
Павел Табаков (на полски: Paweł Tabakow) е полски неврохирург от български произход, известен с новаторска хирургическа операция, позволила възстановяване на сензорната и двигателната функции на пациента след пълно прекъсване на гръбначния мозък.

## Биография
Павел Иванов Табаков е роден в София през 1975 г. в семейството на българския математик и компютърен инженер Иван Табаков. Завършва Немската гимназия в София през 1994 г. и записва да учи медицина в град Вроцлав, Полша, роден край на майка му. След дипломирането си работи в катедрата по неврохирургия в Медицинския университет и в университетската болница във Вроцлав.

## Новаторска операция на гръбначен мозък
През 2012 г. съвместен екип от полски хирурзи от Медицинския университет във Вроцлав и британски учени от Университетски колеж Лондон започва лечение на пациент с прекъснати гръбначни нерви, основано на изследванията на Алан Макей-Сим. Преди лечението пациентът не е можел да ходи и не си чувства долната част на тялото. В рамките на проекта за трансплантация на обонятелни зародишни клетки Табаков ръководи полския хирургически екип.
Лечението включва поредица от операции, в които хирурзите извличат обонятелни зародишни клетки от обонятелните луковици на пациента и ги култивират пред и след увредените гръбначни нерви. Нервни влакна от глезена на пациента са имплантирани хирургично в увредения гръбначен мозък, за да осигурят среда Извършени са над 100 отделни микроинжекции. Култивираните клетки постепенно регенерират отрязаните нервни влакна. Така след около 18 месеца се възстановяват сензорните и двигателните функции на пациента.
Според ръководителя на британския екип проф. Джефри Резмън, ръководител на Института по неврология към Университетски колеж Лондон, постигнатото с тази операция за неврохирургията може да се сравни със стъпването на човек на Луната за човечеството